# Ján Greguš (zpěvák)
Ján Greguš (* 17. prosince 1951 Handlová) je slovenský zpěvák, skladatel a textař. Jeho dcerou je Yvette Gregušová.
Je známý i písní "Daniela" s kterou několikrát vystupoval v programu Repete v Slovenské televizi.
Na začátku své kariéry si ho často lidé pletli s Karlem Gottem pro jejich příbuznou barvu hlasu, ale postupem času se vyprofiloval na samostatné místo na pěveckém nebi.
Napsal mnoho textů (například na albech: - Láska z neba, Láska, nádej, spása, Ján Greguš a Yvette je jich 15) a také zkomponoval mnoho skladeb (na albech: - Láska, nádej, spása, Ján Greguš a Yvette je jich 12).
Napsal text k známé písni Veľmi Ťa ľúbim, mama. Na této písni hudebně spolupracoval s Pavlem Zajáčkem, se kterým též spolupracoval na mnoha jiných skladbách.
Tuto píseň nazpívala jeho osmiletá dcera Ivetka Gregušová, která je dnes známá na pěveckých pódiích pod jménem Yvette Gregušová. Píseň Veľmi ťa ľúbim, mama byla hrána ve více slovenských rádiích a to hlavně v relacích pro jubilanty, kde ji lidé často dávají hrát pro potěšení svým blízkým.
Ján Greguš vydal několik desek Láska z neba později Láska, nádej, spása a zatím poslední deska se jmenuje Ján Greguš a Yvette.
Většinu písní textově, hudebně nebo i zpěvem věnuje na oslavu toho nejcennějšího na světě, tomu který nad námi bdí a drží svoji ochrannou ruku.
V náboženském vysílání Slovenského rozhlasu v 90. letech byla vytvořena jedna samostatná relace věnovaná životu tohoto zpěváka.
Mluvil zde o svém životě, o jeho krásách, o lásce k Bohu i o lásce k bližním a do jeho hovoru vstupovaly písně, které ho ještě více přiblížily posluchačům.

## Diskografie
- 2001 – Ján Greguš a Yvette - RB, Radio Bratislava RB 0260-2331 EAN 8 585014 222607, CD
- 1999 – Láska, nádej, spása - Relax ag. BG 0001-2-231,- CD
- 1998 – Ján Greguš a Ivetka Gregušová - Láska z neba - RB, Radio Bratislava mc- RB 0163-4331, cd- RB 0163-2331, MC, CD
- 1988 – Ján Greguš so skupinou Metrum - Hej, Maťo / Pár sĺz - Opus, SP
- 1986 – Kto je lepší / Žijem - Metrum - Supraphon, SP [1]

### Kompilace
- 1997 Repete Gala 3 - Ena Records, MC, CD
- 1995 Repete 6 - Ena Records ER 0049 4311, MC, CD, - 13.Daniela
- 1983 Dvanásť do tucta - Diskotéka OPUSU 10 - Opus, LP